# Maison d'Aviz
Pour les articles homonymes, voir Aviz (homonymie).
La maison d'Aviz ou « dynastie jeanine » est une branche cadette de la maison de Bourgogne qui règne sur le royaume de Portugal de 1385 à 1580.
Lors de la crise portugaise de 1383-1385, Jean, grand maître de l'ordre militaire d'Aviz et fils du roi Pierre Ier, détrône sa nièce Béatrice et s'empare du pouvoir. Sa lignée mâle s'éteint en 1580, et au terme d'une nouvelle crise de succession, le trône passe par les femmes aux Habsbourg d'Espagne en la personne de Philippe II, le fils de Charles Quint.
En 1640, après la révolution portugaise, la couronne passe, de nouveau par les femmes, à la maison de Bragance, issue d'un fils du roi Jean, Alphonse de Bragance.

## Généalogie
- Jean Ier (1358-1433), roi de Portugal
× Philippa de Lancastre (1360-1415)
  - Blanche (1388-1389)
  - Alphonse (1390-1400)
  - Édouard Ier (1391-1438), roi de Portugal
× Éléonore d'Aragon (1402-1445)
    - Jean (1429-1433)
    - Philippa (1430-1439)
    - Alphonse V (1432-1481), roi de Portugal
× 1) Isabelle de Coimbra (1432-1455)
× 2) Jeanne de Castille (1462-1530)
      - Jean (1451-1451)
      - Jeanne (1452-1490)
      - Jean II (1455-1495), roi de Portugal
× Éléonore de Viseu (1458-1525)
        - Alphonse (1475-1491)
× Isabelle d'Aragon (1470-1498)
        - Jean (1483-1483)
        - Georges de Lancastre (1481-1550), duc de Coimbra
          - Ducs d'Aveiro
          - Luiz (-1574), grand commandeur de l'ordre d'Aviz
            - João (-1614)
              - Lourenço
                - Rodrigo (-1657)
                  - João de Lancastre (pt) (1646-1707), gouverneur de l'Angola puis du Brésil
                    - Rodrigo (1677-1755)
                      - João Xavier (1713-1765), comte da Lousã (pt)
                        - Luís António (1751-1830), comte da Lousã
                          - João José (1823-1883), comte da Lousã
                            - Luís António (1849-1907), comte da Lousã

                          - António Manuel, comte de Lancastre (pt)

                      - António de Lancastre (pt), gouverneur de l'Angola

    - Marie (1432-1432)
    - Ferdinand (1433-1470), duc de Beja et Viseu
× Béatrice de Viseu (1430-1506)
      - Jean (1456-1483), duc de Beja et Viseu
      - Éléonore (1458-1525)
× Jean II (1455-1495)
      - Isabelle (1459-1521)
× Ferdinand II (1430-1483), duc de Bragance
      - Jacques (1460-1484), duc de Beja et de Viseu
        - Alphonse (1480-1504), connétable de Portugal
× Jeanne de Noronha
          - Brigitte
×  Pierre III de Meneses (1486-????), comte de Vila Real
            - Comtes puis marquis de Vila Real

      - Édouard (1462-jeune)
      - Denis (1464-jeune)
      - Catherine (1465-jeune)
      - Simon (1467-jeune)
      - Alphonse (1468-jeune)
      - Manuel Ier (1469-1521), roi de Portugal
× 1) Isabelle d'Aragon (1470-1498)
× 2) Marie d'Aragon (1482-1517)
× 3) Éléonore de Habsbourg (1498-1558)
        - Michel de la Paix (1498-1500)
        - Jean III (1502-1557), roi de Portugal
× Catherine de Castille (1507-1578)
          - Alphonse (1526-1526)
          - Marie-Manuelle (1527-1545)
× Philippe II (1527-1598), roi d'Espagne
          - Isabelle (1529-1529)
          - Béatrice (1530-1530)
          - Manuel (1531-1537)
          - Philippe (1533-1539)
          - Denis (1535-1537)
          - Béatrice (1530-1530)
          - Jean-Manuel (1537-1554)
× Jeanne d'Autriche (1535-1573)
            - Sébastien Ier (1554-1578), roi de Portugal

          - Antoine (1539-1540)
          - Édouard (1521-1543), archevêque de Braga

        - Isabelle (1503-1539)
× Charles Quint (1500-1556), empereur
        - Béatrice (1504-1538)
× Charles III (1486-1553), duc de Savoie
        - Louis (1506-1555), duc de Beja
          - Antoine (1531-1595), prétendant au trône de Portugal
            - Manuel (1568-1638)
              - descendance

        - Ferdinand (1507-1534), duc de Guarda et Trancoso
× Guiomar Coutinho (1450-15??), comtesse de Marialva et Loulé
          - Louise (1531-1534)
          - un fils (1533-1533)

        - Alphonse (1509-1540), cardinal
        - Henri Ier (1512-1580), roi de Portugal
        - Marie (1513-1513)
        - Édouard Ier (1515-1540), duc de Guimarães
× Isabelle de Bragance (1514-1576)
          - Marie (1538-1577)
× Alexandre Farnèse (1545-1592), duc de Parme et Plaisance
          - Catherine (1540-1614)
× Jean Ier (1543-1583), duc de Bragance
          - Édouard II (1541-1576), duc de Guimarães

        - Antoine (1516-1516)
        - Charles (1520-1521)
        - Marie (1521-1577), duchesse de Viseu

    - Édouard (1435-1435)
    - Éléonore (1436-1476)
× Frédéric III de Habsbourg (1415-1493), empereur
    - Catherine (1436-1463)
    - Jeanne (1439-1475)
× Henri IV (1425-1474), roi de Castille

  - Pierre (1392-1449), duc de Coimbra
× Isabelle d'Urgell (1409-1443)
    - Pierre (1429-1466), connétable de Portugal, prétendant à la couronne d'Aragon
    - Jean (1431-1457)
× Charlotte de Lusignan (1442-1487)
    - Isabelle (1432-1455)
× Alphonse V de Portugal (1432-1481)
    - Jacques (1434-1459), archevêque de Lisbonne
    - Béatrice (1435-1462)
× Adolphe de Clèves (1425-1492), seigneur de Ravenstein
    - Philippa (1437-1497)

  - Henri « le Navigateur » (1394-1460), duc de Viseu
  - Isabelle (1397-1471)
× Philippe III (1390-1467), duc de Bourgogne
  - Branca (1398-jeune)
  - Jean (1400-1442), connétable de Portugal
× Isabelle de Bragance (1402-1465)
    - Jacques (1426-1443)
    - Isabelle (1428-1496)
× Jean II (1405-1454), roi de Castille
    - Béatrice (1430-1506)
× Ferdinand de Portugal (1433-1470)
    - Philippa (1432-1444), dame d'Almada

  - Ferdinand (1402-1443)
  - Alphonse (1377-1461), duc de Bragance
    - Maison de Bragance

  - Blanche (1378-jeune)
  - Béatrice (1386-1439)
× 1) Thomas FitzAlan (1381-1415), comte d'Arundel
× 2) Gilbert Talbot (vers 1383-1419), baron Talbot
× 3) Jean Holland (1395-1447), duc d'Exeter